# Gare de Libercourt
La gare de Libercourt est une gare ferroviaire française de la ligne de Paris-Nord à Lille, située sur le territoire de la commune de Libercourt, dans le département du Pas-de-Calais, en région Hauts-de-France.
Elle est mise en service en 1865, par la Compagnie des mines de Carvin.
C'est une gare de la Société nationale des chemins de fer français (SNCF), desservie par des trains TER Hauts-de-France.

## Situation ferroviaire
Établie à 31 mètres d'altitude, la gare de Libercourt est située au point kilométrique (PK) 231,519 de la ligne de Paris-Nord à Lille, entre les gares d'Ostricourt et de Phalempin.
Elle est également l'origine du raccordement de Libercourt avec la ligne de Lens à Ostricourt. Ce raccordement évite aux trains qui assurent la relation de Lens à Lille via Libercourt d'avoir à rebrousser en gare d'Ostricourt.

## Histoire
Lorsque la Compagnie des chemins de fer du Nord ouvre à l'exploitation,en 1846, sa ligne de Paris à Lille et Valenciennes, il n'y a pas de station à Libercourt,.
Une station provisoire est ouverte en juin 1865 par la Compagnie des mines de Carvin. Ouverte uniquement au service des voyageurs sur la ligne entre Carvin-centre et le hameau de Libercourt, elle dispose d'un petit bureau en bois pour la vente de billets.
Après avoir su qu'une nouvelle ligne ferroviaire allait être créée entre Hénin-Liétard (ancien nom d'Hénin-Beaumont avant sa fusion avec Beaumont-en-Artois) et Don et qu'elle allait emprunter une portion de la ligne entre Carvin-centre et Libercourt, la compagnie des mines de Carvin décide de ne pas continuer les travaux sur la gare de Libercourt. C'est donc la compagnie de Lille à Valenciennes, rachetée par la suite par la compagnie des chemins de fer du Nord, qui s'en occupa.
À la suite de la construction de la gare de Carvin (située sur la ligne d'Hénin-Beaumont à Bauvin - Provin), dans le centre-ville de la commune, la Compagnie des chemins de fer du Nord change le nom de la gare. Elle devient la gare de Carvin-Libercourt. Du fait des nombreuses omissions du terme « Libercourt », les marchandises destinées à la gare étaient déposées en gare de Carvin et les industriels devaient faire cinq kilomètres de plus pour les récupérer, ce qui leur occasionnait un préjudice. Lors de la séance du 21 août 1883, Monsieur De Clercq propose au conseil général du Pas-de-Calais le vœu de renommer la gare en « gare de Libercourt-Carvin ». Lors de la séance du lendemain, le quatrième bureau appuie la demande en insistant sur le fait qu'il « est bien plus logique et surtout plus avantageux, au point de vue des intérêts en cause, de donner à la station le nom de Libercourt seul. » Le 22 décembre 1883, le ministre des Travaux publics décide de respecter le vœu et renomme la station en « station de Libercourt ».
Le bâtiment voyageurs est sérieusement endommagé au cours d'un bombardement survenu en 1918. Il sera réparé mais amputé d'une aile latérale.

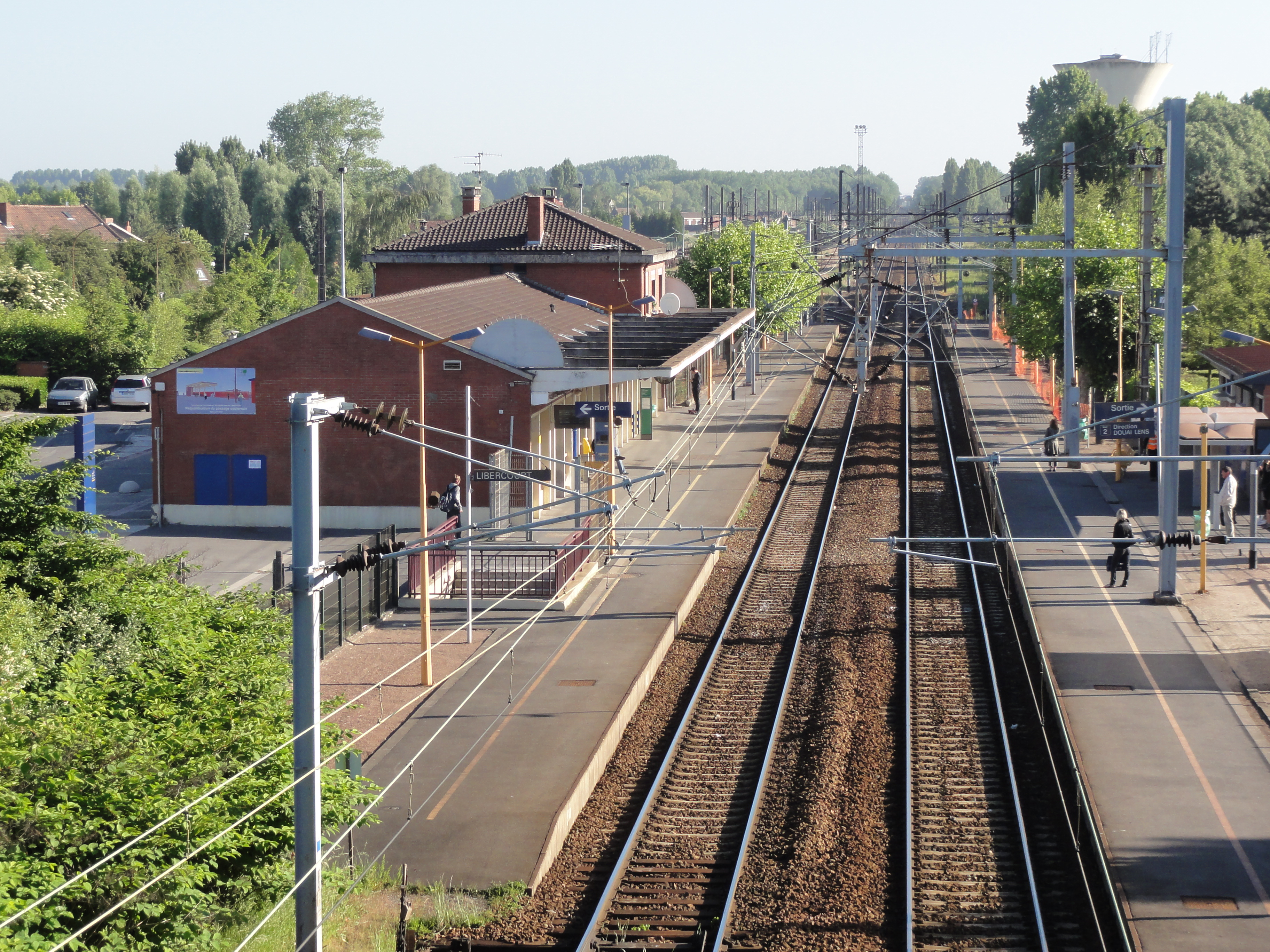
La gare en 2011.

En 1940, un train de munitions y explose et détruit complètement le bâtiment ; les installations ferroviaires électriques de la ligne Carvin - Libercourt, mises en place en 1935, sont aussitôt enlevées par les soldats français pour éviter que les soldats allemands ne s'en servent ; le système à vapeur, abandonné un peu plus tôt, fut donc rétabli. Jusqu'en 1947, le quartier de Libercourt, appartenait à Carvin, et a fait sécession pour devenir une ville à part entière. Lors de leur séparation, une navette ferroviaire était déjà mise en place entre ces deux villes.
Un nouveau bâtiment en brique et en béton remplace, après-guerre, le bâtiment détruit en 1940.
Le dernier aller-retour de voyageurs de la navette Carvin - Libercourt a lieu le 8 janvier 1950. La création de l'autoroute A1 interrompt la liaison. Contrairement aux lignes Carvin - Libercourt et Hénin-Beaumont - Carvin qui ont été supprimées, rendant la gare de Carvin désaffectée, la ligne de Paris-Nord à Lille est électrifiée en 1958.
Entre 1997 et 2001, la gare de Libercourt est rénovée comme la totalité des gares et des points d'arrêts entre Lille et Lens. On y ajouta un abri pour vélos ainsi que des écrans permettant de connaître l'horaire de passage des prochains trains.
Depuis le 1er février 2007 à 14 h, la 24e agence « Point Information Médiation MultiServices » (PIMMS) est installée dans 80 m2 rénovés du bâtiment de la gare. C'est la première agence nationale dans une gare SNCF. Les gares d'Ambazac (Limousin), de Lentilly (Rhône-Alpes), de Donzère et du Grand-Lemps (Isère) sont pressenties pour recevoir également une agence PIMMS dans leurs locaux.

## Fréquentation
De 2015 à 2023, selon les estimations de la SNCF, la fréquentation annuelle de la gare s'élève aux nombres indiqués dans le tableau ci-dessous.
| Année                      | 2015    | 2016    | 2017    | 2018    | 2019      | 2020    | 2021    | 2022    | 2023      |
| -------------------------- | ------- | ------- | ------- | ------- | --------- | ------- | ------- | ------- | --------- |
| Voyageurs                  | 784 994 | 764 323 | 784 942 | 771 411 | 839 687   | 550 226 | 599 534 | 774 844 | 886 480   |
| Voyageurs et non voyageurs | 981 243 | 955 404 | 981 178 | 964 264 | 1 049 609 | 687 783 | 749 418 | 968 555 | 1 108 100 |

## Service des voyageurs

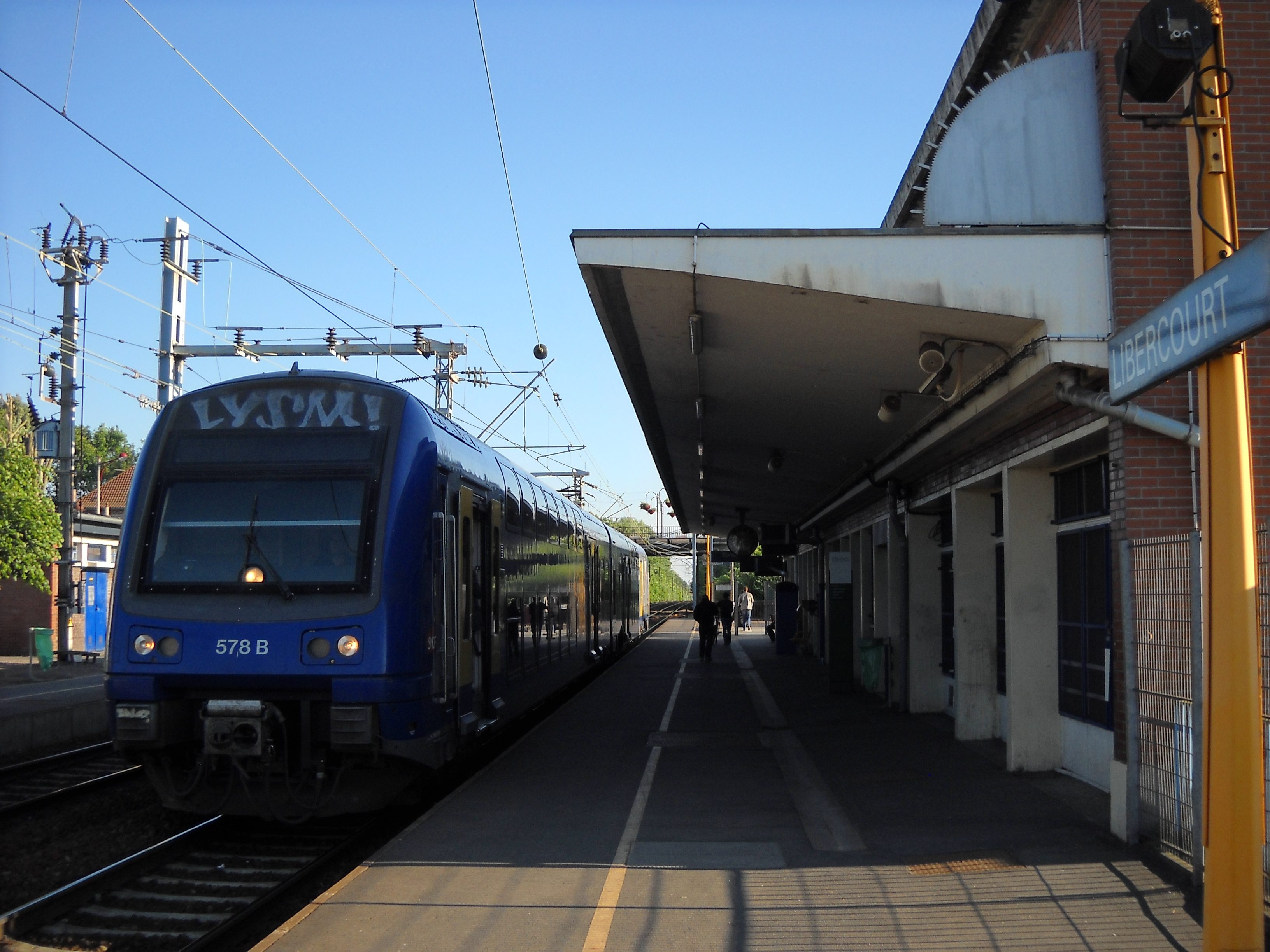
TER en gare.

### Accueil
Gare SNCF, elle dispose d'un bâtiment voyageurs, avec guichet, ouvert du lundi au samedi et fermé les dimanches et jours fériés. Elle est équipée d'automates pour l'achat de titres de transport TER. On y trouve également un point d'information et de médiation multiservices (PIMMS), ouvert du lundi au vendredi.
Un souterrain permet la traversée des voies et le passage d'un quai à l'autre, il est équipé de rampes pour les vélos et d'ascenseurs.

### Desserte
Libercourt est desservie par des trains TER Hauts-de-France, sur les relations Lens – Lille-Flandres et Douai – Lille-Flandres.

### Intermodalité
Un parc pour les vélos et un parking sont aménagés à ses abords. Les parkings sont insuffisants pour accueillir les 600 véhicules qui stationnent chaque jour aux abords de la gare en 2018, et la création de 600 places supplémentaires est envisagée par la collectivité à l'« écopôle gare ».
L'arrêt Gare est desservie par des bus du réseau Autobus de Lens-Béthune (Tadao).

Installations
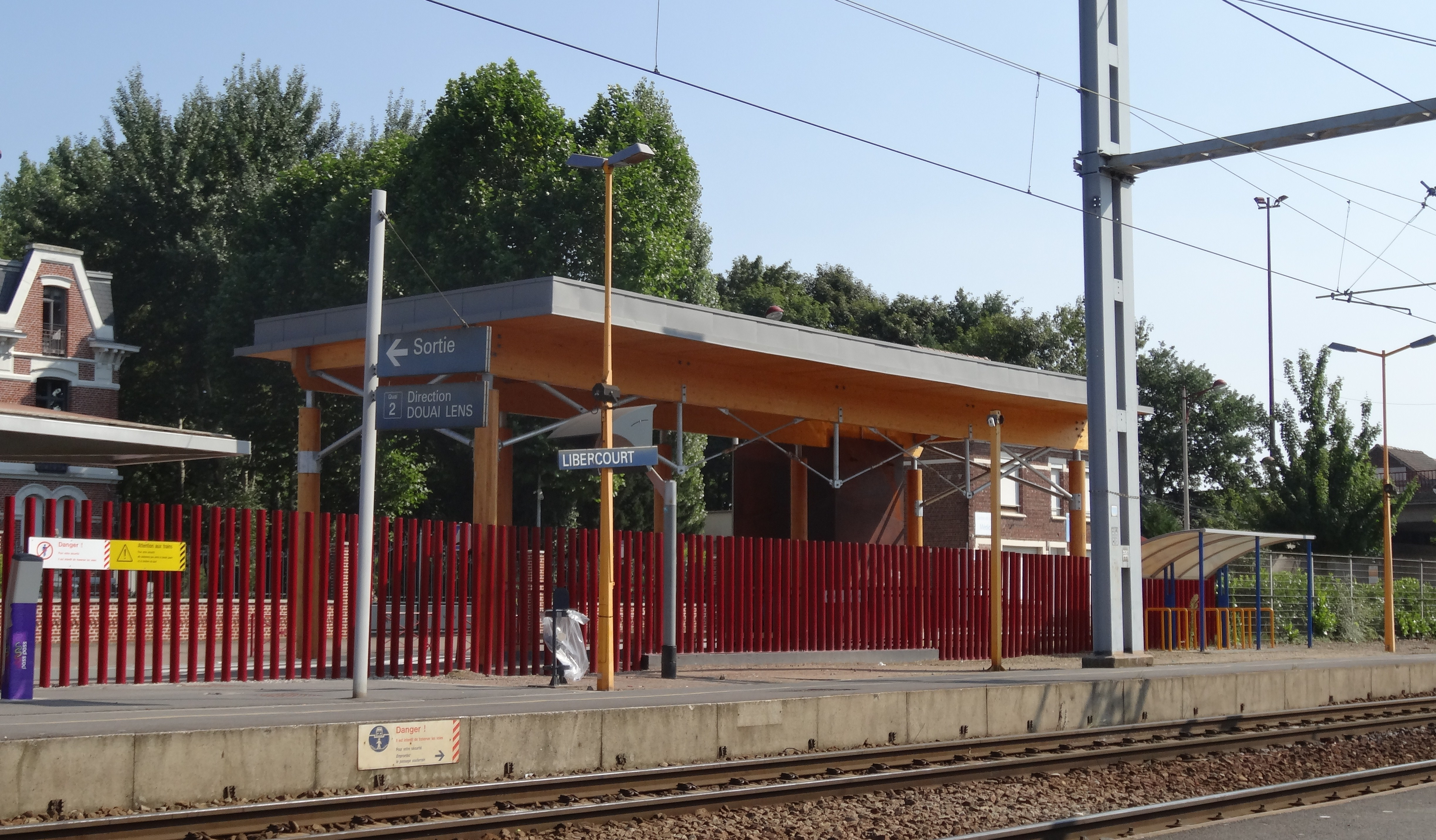
Un accès.
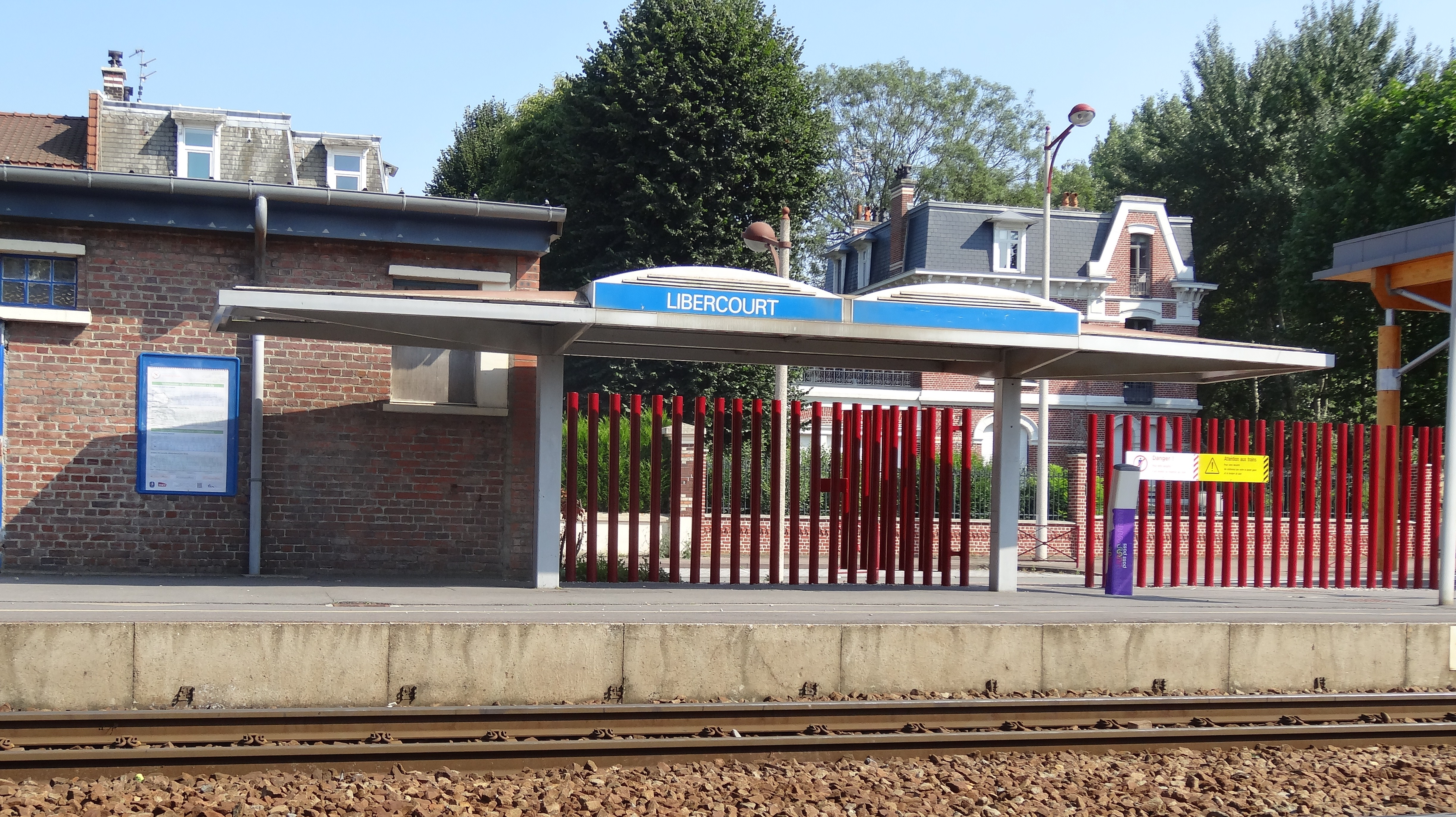
Abri.
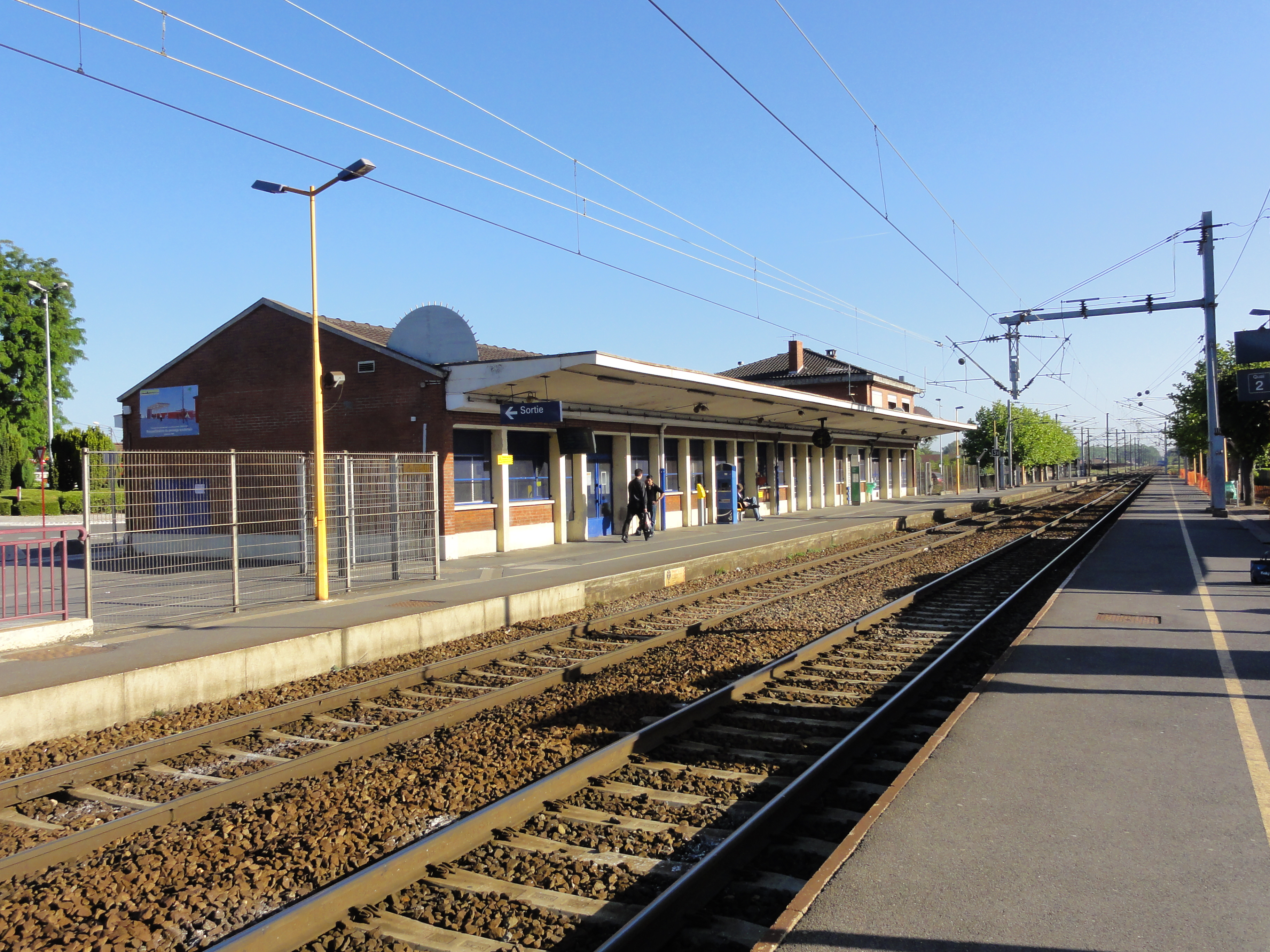
Vue d'un quai.

## Projet
La gare de Libercourt, gare la plus importante de la communauté d'agglomération Hénin-Carvin (CAHC), n'est plus en mesure d'accueillir la totalité des voyageurs. Il est donc programmé de refaire la partie intermodale devant la gare. Le coût total des travaux serait de 46 000 euros environ dont plus de la moitié sera pris en compte par la CAHC. Une étude d'une troisième voie ferrée entre Libercourt et Lille devrait bientôt[Quand ?] être lancée.
Le futur tram-train de Lille pourrait s'y arrêter, même si la gare est déjà une porte d'entrée et de sortie vers l'agglomération lilloise.

## Service des marchandises
Cette gare est ouverte au service du fret et dessert par une voie de raccordement l'entreprise de logistique Simastock ainsi que le Centre de la Mine et du Chemin de Fer de Oignies.